# Тиморская короткокрылая камышовка
Тиморская короткокрылая камышовка (лат. Urosphena subulata) — вид птиц из семейства короткокрылые камышовки. Обитают на Тиморе (на территории Восточного Тимора и Индонезии) и близлежащих островах, расположенных к северу и востоку от него. Живут в лесах, кустарниках и на лугах. О рационе питания ничего неизвестно, но, скорее всего, питаются беспозвоночными и их личинками. Миграций не совершают.

## Описание
Небольшие длинноногие птицы с длиной тела 10 см. Хвост визуально почти отсутствует.
Выделяют два подвида Urosphena subulata. U. s. advena обитают на о. Бабар.
МСОП присвоил виду охранный статус LC.